# Stenopleonoscia setosa
Stenopleonoscia setosa är en kräftdjursart som beskrevs av Johann Moritz David Herold 1931. Stenopleonoscia setosa ingår i släktet Stenopleonoscia och familjen Philosciidae. Inga underarter finns listade i Catalogue of Life.